# Красный Яр (Воскресенский район)
Кра́сный Яр — сельский посёлок в Воскресенском районе Нижегородской области, входит в Глуховский сельсовет. До 12 августа 2009 года являлся административным центром Красноярского сельсовета.
Располагается на левом берегу реки Ветлуги, в месте, где русло реки ближе всего подходит к коренному берегу. Название говорит о красоте высокого яра (обрыва) из глины красноватого оттенка. Первые сведения о поселении с названием "Красный Яр" относятся к 1911 году, но сформировался посёлок в начале 30-х годов, с развитием лесозаготовок. Ранее в посёлке действовал один из крупнейших в СССР леспромхозов, была узкоколейная железная дорога Красный Яр - Арья и пристань, являвшаяся центром перевалки леса и лесосплава.
В поселке есть детский сад, начальная школа (обучение в средней школе осуществляется в центре сельсовета с. Глухово), православный храм - молельный дом в честь иконы Божией Матери "Неупиваемая Чаша" (2016 г.), фельдшерско-акушерский пункт, аптека, несколько магазинов, а также дом культуры, в котором часто проходят выступления художественной самодеятельности под руководством Ольги Николаевны Буркацкой.

## Население
| 1999 | 2002 | 2010 |
| ---- | ---- | ---- |
| 842  | ↘787 | ↘633 |